# متحف آثار عجلون
متحف آثار عجلون يقع في محافظة عجلون، داخل قلعة صلاح الدين الأيوبي. تأسس في عام 1993. ويصل عمر إحدى قاعاته إلى 1184.

## تأسيس
تأسس متحف أثار عجلون عام 1993م في إحدى قاعات قلعة عجلون التي بنيت عام 1184م في عهد صلاح الدين الأيوبي، وذلك حرصا من دائرة الآثار العامة في المحافظة على مخلفات الحضارات المادية التي تعكس للمجتمع تراثه وتاريخه، وتزود الزائرين بالمعرفة والاطلاع.

## المشاريع
إن التنقيب عن الآثار في محافظة عجلون محدود جدا، وقد اقتصر على مسوحات أثرية رافقتها حفريات محدودة تركزت خلال الأعوام الماضية على الأودية (وادي الياس، ووادي عجلون- كفرنجة) بالإضافة إلى الحفريات الأثرية التي نفذت في تل أبو سربوط في الاغوار الشمالية خلال الفترة من 1988-1992م.

## خزائن المتحف
وتضم خزائن العرض في متحف آثار عجلون موجدات تمثل العصور التالية:-
1- العصر الحجري وبهي معروضات أدوات صوانية متنوعة بما فيها أدوات عظمية (أبرو مخارز)، وأدوات بازلتية، وقدتم العثور على هذه الموجدات خلال أعمال التنقيب في عراق الدب عام 1991م.
2- العصر البرونزي المبكر 2300-1900 ق. م :ومعروضات هذا العصر عبارة عن أواني فخارية عثر عليها أثناء الحفريات العرضية التي نفذت في مناطق مختلفة من اللواء.
3- الفترة البيزنطية : ومعروضات هذا العصر عبارة عن أوان فخارية عثر عليها أثناء أعمال الحفر والتنقيب في مقابر خربة مهرما- شمال عجلون.
4- الفترة الإسلامية (الأيوبية- المملوكية) : وتضم خزائن العرض مجموعة من الأواني الفخارية والأسرجة ومصافي السكر وبعض الأدوات النحاسية والبرونزية وأدوات طحن الحبوب، بالإضافة إلى نقوش وكتابات عربية عثر عليها في قلعة عجلون.